# Fantasia Sango
Fantasia Sango es una serie de videojuegos de rol desarrollada y publicada por UserJoy Technology. Se han lanzado un total de seis videojuegos desde 2003, con la última entrega Fantasia Sango 5 disponible en 2018. Una serie de televisión de anime de Geek Toys se emitió de enero a marzo de 2022.

## Sinopsis
El juego está ambientado en la era de los Three Kingdoms, cuando varios señores de la guerra y sus ejércitos intentan conquistar y unificar la nación, además de combinar el romance de los Tres Reinos, uno de los cuatro novelas clásicas chinas.
La era de los Tres Reinos en China estuvo llena de conflictos y guerras. Los señores de la guerra y sus ejércitos se peleaban entre sí en un intento de conquistar y unificar la nación bajo su control exclusivo. El Rey Wangliang, el monstruoso soberano de los espíritus malignos, no puede evitar notar el conflicto. Lo que pretende es prolongar el conflicto y, en última instancia, destruir a la humanidad.
Para luchar contra el malvado Rey Wangliang y sus compinches, una organización llamada Tianyuan forma ejércitos anti-Wangliang. Están en misiones para detener al Rey Wangliang. Sin embargo, cuando todos los miembros del sexto Cuerpo anti-Wangliang mueren, se crea un nuevo Cuerpo a partir de una banda de aventureros que pueden describirse mejor como hooligans.

## Personajes
Yìng Jǐ ( 應幾?, Ōki)
 Seiyū: Kensho Ono
Xiǎo Líng (小霊 Shōrei?)
 Seiyū: Hisako Kanemoto
Xún Qiáo (洵喬 Shunkyō?)
 Seiyū: Mai Nakahara
Dīng Yán (丁研 Teiken?)
 Seiyū: Makoto Furukawa
Àixīn Chátǒng (愛心茶桶 Aishin Chaoke?, Caja de té del amor)
 Seiyū: Jun Fukushima
Luózhī Nǚ (羅織女 Rashokujo?)
 Seiyū: Sayaka Ōhara

## Desarrollo y lanzamiento
Fantasia Sango es una serie de videojuegos desarrollada y publicada por el desarrollador de videojuegos taiwanés UserJoy Technology. La serie se presentó en 2003 luego del lanzamiento de la primera entrega de la franquicia, cuando el sexto juego, titulado Fantasia Sango 5, se lanzó el 15 de agosto de 2018.

## Adaptación al anime
El 30 de julio de 2021 se anunció una serie de televisión de anime, titulada "Fantasia Sango - Realm of Legends". La serie está animada por Geek Toys y dirigida por Shunsuke Machitani, con Shinpei Nagai como asistente de dirección, Masashi Suzuki a cargo de los guiones de la serie. CSPG y Tetsutarō Yui diseñan los personajes y Tsutomu Tagashira compone la música de la serie. Estaba programado para estrenarse en octubre de 2021, pero se retrasó debido a "varias circunstancias". La serie se emitió del 11 de enero al 29 de marzo de 2022 en BS12. Machico interpretó el tema de apertura "Enishi".
A nivel internacional, Funimation obtuvo la licencia de la serie fuera de Asia. Medialink obtuvo la licencia únicamente en Hong Kong y Taiwán.